# Утюг
Утю́г (от тюрк. *ütüɣ, тур. ütü «утюг») — элемент бытовой техники для разглаживания складок и заминов на одежде. Процесс разглаживания называют глажкой или глаженьем.
Современные утюги выпускаются бытовые, для проглаживания небольшого объёма изделий в течение непродолжительного времени, и промышленные, рассчитанные на длительный непрерывный цикл работы и проглаживание большого объёма изделий в условиях коммунально-бытовых предприятий и учреждений (прачечные, химчистки и т. д.). Бытовые утюги обычно имеют рабочую температуру от 121 ° C до 182 ° C.

## История утюга
Утюг был изобретён давно. В IV веке до нашей эры в Древней Греции были изобретены способы плиссировки одежды из полотна с помощью горячего металлического прута, напоминавшего скалку. Для разглаживания одежды в древности использовались слегка обработанные нагретые булыжники. Металлические кастрюли, наполненные раскалёнными углями, использовались для разглаживания тканей в Китае в I веке до нашей эры.
В труде Махмуда Кашгари («Диван лугат ат-турк») написанном в Ⅺ веке, есть упоминание об этом предмете обихода: «үтүк — железо в форме лопатки, которое накаливают и используют для прогревания ворса одежды и её разглаживания».
В XVIII—XIX веках утюги представляли собой металлические сооружения формы, близкой к современной. Утюги нагревались на газу или в печи.
В России, до введения в обиход утюгов в эпоху Смуты поляками и литовцами, одежда не гладилась. Рубахи и порты из натуральной льняной ткани после стирки и сушки требовалось хорошо размять для придания мягкости и ворсистости. Это осуществлялось оригинальным способом. Бельё наматывалось на скалку, после чего несколько раз тщательно прокатывалось «рубелем» — длинной деревянной плашкой с рёбрами на нижней поверхности и рукоятью на конце. Рубель с характерным стуком перекатывал скалку, рёбра его при этом разминали волокна ткани. Это приспособление называлось также «ребрак», «раскатка», «пральник» и тому подобное. Оно просуществовало в русских деревнях некоторых регионов до конца XX века.
Существовали также «гавки» — стеклянные шары, наполненные горячей водой металлические кружки. К середине XVIII века появился утюг с горящими углями внутри. Наиболее распространёнными были нагревательные утюги — они ставились в печь и разогревались. В конце девятнадцатого и начале двадцатого веков использовалось много утюгов, которые нагревались от топлива, такого как керосин, этанол, китовый жир, природный газ, карбидный газ (ацетилен, как в карбидных лампах) или даже бензин.
Утюг с электронагревом был изобретён американцем Генри У. Сили и запатентован 6 июня 1882 года. Он весил около 6,8 кг, и его нагревание занимало много времени. Сообщается, что Электроэнергетическая ассоциация Великобритании заявила, что электрический утюг с угольной дугой появился во Франции в 1880 году, но это утверждение считается сомнительным.

## Принцип работы
Принцип действия утюга заключается в том, что одежда нагревается в определённом месте и распрямляется под давлением самого утюга. Глажка ослабляет связи между длинными цепочками молекул, которые существуют в материалах из полимерных волокон. Под воздействием тепла и веса гладильной пластины волокна растягиваются, и ткань сохраняет свою новую форму при охлаждении. Некоторые материалы, такие как хлопок, требуют использования воды для ослабления межмолекулярных связей.

### Нагревание

#### До появления электричества
В прошлом для нагрева утюгов их ставили на печь либо в них (угольный утюг) клали горячие угли. Существовали также спиртовые утюги. В старину утюги преимущественно изготовляли из чугуна.

#### С появлением электричества
С появлением электричества и развитием техники появились электрические утюги. С точки зрения электротехники их принцип основывается на выделении тепла при прохождении электрического тока через резистивный нагревательный элемент (самые первые электрические утюги использовали в качестве нагревательного элемента электрическую дугу). Как правило, конструкция утюга предусматривает расположение нагревательного элемента как можно ближе к подошве и наличие ручки из термоизоляционного материала во избежание ожогов. В современных электрических утюгах есть небольшой резервуар для воды, вода используется для образования пара, позволяющего добиться большей эффективности при глажении.
Регулировать количество пара помогает клапан пара (игла), который также уменьшает образование накипи в нагревательном элементе утюга. Добавление столового уксуса в воду удаляет накипь. Подошву утюга можно очистить от нагара, потерев её алюминиевой мочалкой.

#### Регулировка температуры
Ранние модели электрических утюгов не имели регулировки температуры, нагревательный элемент в них был включён в сеть постоянно. Необходимо было отслеживать момент, когда подошва утюга достаточно нагреется, и отключать его от сети.
В современных подошвах обычно используется термостат на основе биметаллической пластины, который позволяет приближённо задавать требуемую температуру. В некоторых моделях используют диммеры. Шкала регулятора часто размечена символами. Также вместо биметалла в утюгах используется электронный датчик температуры, и управление происходит с помощью электронной платы, которая также отслеживает положение утюга и отключает нагрев в случае превышения установленного временного интервала. Это обеспечивает пожаробезопасность помещения, где используется прибор. Также в утюгах используют специальную насадку для деликатных тканей, которая позволяет гладить такие ткани, как шёлк, синтетика и другое.

## Шкала регулятора
Примеры (взяты из инструкций на соответствующие приборы):
| символ | температура, °C |
| ------ | --------------- |
| o      | 75…115          |
| oo     | 105…155         |
| ooo    | 145…205         |

| символ | можно гладить:                              | температура, °C |
| ------ | ------------------------------------------- | --------------- |
| o      | капрон, нейлон, лавсан                      | 60…90           |
| oo     | шёлк, искусственный шёлк, шерсть с лавсаном | 100…130         |
| ooo    | шерсть, хлопок, лён с лавсаном, лён         | 160…200         |
| V      | с отпариванием                              | 130…160         |

В последнее время всё чаще стали появляться утюги с электронной системой контроля температуры подошвы. Такая система позволяет более точно контролировать температуру подошвы утюга.

## Музеи
Рядом с Витославлицами в Великом Новгороде существует музей утюга, в котором представлены около 300 экспонатов XVIII—XX вв.
На территории Измайловского кремля в Москве находится музей утюга с коллекцией в 1500 экспонатов.
В Переславле-Залесском существует частный музей утюга, где представлены экземпляры XVIII—XX вв.
Коллекция утюгов хранится в историко-культурном комплексе «Замок Радомысль» (Украина).